# Parc national de Rikuchūkaigan
Le parc national de Rikuchūkaigan (陸中海岸国立公園, Rikuchūkaigan Kokuritsu Kōen) était un parc national japonais situé dans le Tōhoku. Le parc, créé en 1955 couvrait une surface de 122,12 km2. Il est incorporé en 2013 au parc national de Sanriku Fukkō à la suite du séisme de 2011 de la côte Pacifique du Tōhoku.